# Șvaițer
Le Șvaițer est un fromage roumain au lait cru de vache, à pâte pressée cuite. Le Șvaițer est l'adaptation roumaine de l'emmental suisse, dont le nom Șvaițer dérive de l'allemand Schweizer.